# Escuadrón de Exploración de Caballería Blindado 11
El Escuadrón de Exploración de Caballería Blindado 11 "Cnl. Juan Pascual Pringles" (Esc Expl C Bl 11) es una unidad de caballería del Ejército Argentino con asiento en la guarnición de Rospentek, Provincia de Santa Cruz, que es parte de la XI Brigada Mecanizada "Brig. Grl. Juan Manuel de Rosas".

## Origen
Fue creado el 25 de agosto de 1981 y tuvo como asientos provisorios a Puerto Deseado, Río Gallegos y Río Turbio, hasta su destino definitivo en Rospentek en junio de 1983. Su primer jefe fue el mayor Piccione.

## Historia operativa
Comenzó dotado de tanques ligeros AMX-13 y blindados transporte de tropa M113, hasta que en 1993 fueron reemplazados por el material VC SK-105 Kürassier, Panhard AML-90 y motocicletas Suzuki, incorporadas en 1999.
Entre 1992 y 1995 colaboró con tropas en el Batallón Ejército Argentino, el cual participó de la misión UNPROFOR de Naciones Unidas en Croacia. También la unidad colaboró con efectivos en el desempeño de la Fuerza de Tareas Argentina en la misión UNFICYP, en Chipre.
Realiza habitualmente sus ejercitaciones en los grandes predios de la Patagonia, como lo fue el ejercicio «Roca» en abril del año 2000, junto a toda la XI Brigada y la presencia del entonces ministro de defensa Ricardo López Murphy.